# وتنبو
وتنبو (به لاتین: Vatnebu) یک منطقهٔ مسکونی در نروژ است که در اوست آدر واقع شده‌است.